# Amel-Marduk
Amel-Marduk, Amil-Marduk (akad. Amēl-Marduk, Amīl-Marduk; biblijny Ewil Merodak, Ewil-Merodach) – władca państwa nowobabilońskiego; syn i następca Nabuchodonozora II; rządził tylko 2 lata (561–560 p.n.e.), po czym obalony został w przewrocie pałacowym zorganizowanym przez Neriglissara; wzmiankowany w Biblii (2 Krl 25:27-30; Jr 52:31-34).

## Imię
Jego rodzime, akadyjskie imię brzmi Amēl-Marduk/Amīl-Marduk. Znaczy ono „Człowiek (boga) Marduka”. W Biblii, w której wzmiankowany jest on w 2 Księdze Królewskiej i Księdze Jeremiasza, jego imię uległo zniekształceniu i zapisywane było w następujący sposób:
| imię Amēl-Marduk w zapisie biblijnym     | miejsce w Biblii             | miejsce w Biblii             |
| imię Amēl-Marduk w zapisie biblijnym     | 2 Krl 25:27                  | Jr 52:31                     |
| ---------------------------------------- | ---------------------------- | ---------------------------- |
| zapis hebrajski w Kodeksie Leningradzkim | אֱוִיל מְרֹדַךְ /e·vil me·ro·dach/ | אֱוִיל מְרֹדַךְ /e·vil me·ro·dach/ |
| zapis grecki w Septuagincie              | ευιλμαρωδαχ /euilmarōdach/   | ουλαιμαραδαχ /oulaimaradach/ |
| zapis łaciński w Wulgacie                | Evilmerodach                 | Evilmerodach                 |

W polskich przekładach Biblii imię tego władcy zapisywane jest zwykle Ewil Merodak lub Ewil-Merodach:
| Biblia gdańska           | Ewilmerodach  |
| Biblia poznańska         | Ewil Merodak  |
| Biblia warszawsko-praska | Ewil Merodak  |
| Biblia Tysiąclecia       | Ewil Merodak  |
| Biblia warszawska        | Ewil-Merodach |
| Przekład Nowego Świata   | Ewil-Merodach |

W Kanonie Ptolemeusza Amel-Marduk nosi imię Illoaroudamos. Józef Flawiusz w swym dziele Przeciw Apionowi powołując się na Berossosa nazywa tego władcę Euilmaradokhos. Euzebiusza z Cezarei w swej Kronice powtarza za  Polihistorem, który z kolei powołuje się na Berossosa, że władca ten miał na imię Amelmarudokhos.

## Panowanie
Bardzo niewiele wiadomo o rządach tego władcy. Według Uruckiej listy królów, Kanonu Ptolemeusza i Berossosa panować miał on bardzo krótko, bo jedynie 2 lata. Według Berossosa miał on być władcą rozkapryszonym i niemającym szacunku dla prawa, ale żadne inne zachowane źródła tego nie potwierdzają. Nieliczne znane inskrypcje samego Amel-Marduka dotyczą jedynie jego prac budowlanych prowadzonych w Babilonie.
Wydaje się, iż wkrótce po objęciu tronu przez Amel-Marduka zaczął narastać konflikt pomiędzy nim a grupą wysokich dygnitarzy i dowódców wojskowych, na czele których stał Neriglissar, który zajmował na dworze królewskim urząd simmagira - jeden z najważniejszych urzędów w państwie. Jeszcze za rządów Nabuchodonozora brał on udział w jego podbojach, był obecny podczas oblężenia i zdobycia Jerozolimy (Jr 39:13) i był wyrazicielem wszystkich tych, którzy pragnęli kontynuować politykę podbojów. Amel-Marduk z drugiej strony miał najwyraźniej mniej wojownicze usposobienie, które poświadcza biblijna informacja o uwolnieniu przez niego z niewoli Jojakina, króla Judei:

W trzydziestym siódmym roku po uprowadzeniu do niewoli Jojakina, króla judzkiego, dwunastego miesiąca, dnia dwudziestego siódmego miesiąca - Ewil Merodak, król babiloński, w roku objęcia swej władzy ułaskawił Jojakina, króla judzkiego, i kazał wyprowadzić go z więzienia. Rozmawiał z nim łaskawie i wyniósł jego tron ponad tron królów, którzy przebywali z nim w Babilonie. Zdjął więc Jojakin swoje szaty więzienne i jadał zawsze u króla przez wszystkie dni swego życia. Król babiloński zapewnił mu stałe utrzymanie, dzień po dniu, przez cały czas jego życia

Neriglissar z czasem zgromadził w swym ręku dużą władzę: zarządzał dużą częścią obszarów nad Tygrysem, znanych pod nazwą "prowincji simmagira", kontrolował znaczną część armii, a poprzez małżeństwo z Kaszają, siostrą Amel-Marduka, związał się z rodziną panującą. Gdy po dwóch latach panowania Amel-Marduka doszło w końcu do przewrotu pałacowego, król ten odsunięty został od władzy i najprawdopodobniej zamordowany, a na tronie Babilonu zasiadł Neriglissar. Zgodnie z relacją Berossosa mordercą Amel-Marduka miał być sam Neriglissar:

Mąż jego siostry, Neriglisaros, spiskował przeciw niemu i go zabił. Euilmaradokhos (tj. Amel-Marduk) panował 2 lata. Po uwieńczonym sukcesem spisku i zabójstwie, Neriglisaros panował 4 lata.